# 渚站 (長野縣)
渚站（日语：／ Nagisa eki */?）是位於長野縣松本市渚三丁目，Alpico交通的上高地線車站。車站編號為AK-03。

## 歷史
- 1922年（大正11年）
  - 5月3日 - 筑摩鐵道西松本站（第一代）啟用[2]。
  - 10月31日 - 公司名稱改為筑摩電氣鐵道。
- 1927年（昭和2年）5月1日 - 車站改名為渚站[2]。
- 1932年（昭和7年）12月2日 - 公司名稱改為松本電氣鐵道。
- 1963年（昭和38年）1月 - 由渚停車場更變為渚停留所[3]。
- 2011年（平成23年）4月1日 - 公司名稱改為Alpico交通。
- 2012年（平成24年）9月7日 - 站名牌改為上高地線的形像人物「渕東渚（日语：渚 (松本市)）」為主題的站名牌[4]。

## 車站構造
車站是一座地面車站，設有1面1線單式月台。此站是無人車站。在梓川上流興建水壩時，由於松本站比較狹隘，因此日本國有鐵道會把貨車駛入至此站內的4條側線。

## 使用狀況
根據「松本市統計書」，以下為1日平均乘車人次列表：
| 乘車人次變化 | 乘車人次變化 |
| 年度         | 1日平均人次  |
| ------------ | ------------ |
| 2009         | 68           |
| 2010         | 60           |
| 2011         | 63           |
| 2012         | 66           |
| 2013         | 74           |
| 2014         | 71           |
| 2015         | 74           |
| 2016         | 77           |
| 2017         | 66           |

## 車站周邊
- 松本渚郵局
- 松本廣域消防署（日语：松本広域連合#広域消防署）、渚消防署
- 渚Life site
  - TSUTAYA北松本店
  - 星巴克咖啡松本渚Life site店
  - Welcia（日语：ウエルシア薬局）松本渚店
  - Tsuruya 松本渚店
  - EDION（日语：エディオン）松本渚店
  - 無添藏壽司（日语：無添くら寿司）松本渚店
- 松本住宅公園
- 松本警署（日语：松本警察署）[1]
- 國道19號
- 國道158號

## 巴士路線
沒有巴士路線駛入此站前。最近此站的巴士路線是松本電鐵巴士山形線。另外，當上高地線不能運行時候，代行巴士會在兩島口巴士站停靠。
另外，車站北邊國道19號渚二丁目路口處向西南方向前進可到達松本周遊巴士西路線（周遊西線）之田川公民館巴士站。
車站東邊曾經設有松本周遊巴士周遊西線之渚2丁目巴士站，現時沒有路線途經。

## 相鄰車站
Alpico交通
上高地線
西松本（AK-02）－渚（AK-03）－信濃荒井（AK-04）

## 注腳
1. 1 2 3 4  信濃毎日新聞社出版部. . 信濃毎日新聞社. 2011-07-24: 307. ISBN 9784784071647 （日语）.
2. 1 2 3  今尾惠介監修《日本鉄道旅行地図 6号 北信越》新潮社，2008年，p.39
3. ↑  松本電気鉄道株式会社社史編集委員会《曙光－80年の歩み》松本電氣鐵道株式會社，2000年3月，184頁
4. ↑  上高地線 渚（なぎさ）駅の駅名板が変わります （页面存档备份，存于）（日語）